# امپراطوری اروپا
امپراطوری اروپا (انگلیسی: "Empire Europe") یک حزب سیاسی و افراطی در کشور مالت است که در سال ۲۰۰۰ توسط نورمن لاول، که همچنین رهبر آن است تأسیس شد. هدف اصلی این حزب اتحاد اروپا در یک نهاد سیاسی است.

## هدف اصلی
هدف اعلام شده این حزب متحد کردن همه بومیان اروپایی در زیر یک پرچم است، از این رو نام «امپراطوری اروپا» را به آن داده‌اند.

### پیشنهاد اصلاحات نهادی
این حزب از یک دولت موقت وحدت ملی، یک سیستم دوگانه از عناصر نخبه گرا و دموکراتیک حمایت می‌کند تا از اقلیت نخبه محافظت کند این امر با انتخاب مردم به عنوان رئیس‌جمهور، به صورت دموکراتیک، یک نماینده از همه زمینه‌ها را برای تشکیل کابینه تکنوکراتی انتخاب می‌کند. مشابه آنچه در سال ۱۹۹۵ توسط لامبرتو دینی در ایتالیا تشکیل شد.
به‌طور هم‌زمان، پارلمان فعلی همچنان وجود خواهد داشت، و همزمان با جمع‌آوری بازخورد، ملت را از سیاست‌های کابینه مطلع می‌کند. بعد از چهار سال، همه‌پرسی برگزار می‌شود تا مشخص شود مردم این سیستم را می‌خواهند یا می‌خواهند به سیستم نمایندگان مجلس بازگردند. اگر اولی انتخاب شود، رئیس‌جمهور و تکنوکرات‌ها برای ۵ سال دیگر ادامه می‌دهند، در حالی که نمایندگان مجلس در عوض با بازنشستگی جذاب برکنار می‌شوند.

## انتخابات پارلمانی اروپا
نورمن لاول کاندیدای حزب در نخستین انتخابات پارلمان اروپا بود که در ۱۲ ژوئن ۲۰۰۴ در مالت برگزار شد. در انتخابات پارلمان اروپا در سال ۲۰۰۹، لاول ۳۳۵۹ رای اول را به دست آورد.
آقای لاول در سال ۲۰۱۴ دوباره به پیروزی رسید و ۷۰۰۰ رای بدست آورد، یعنی بیش از دو برابر نتیجه رای‌گیری قبلی.